# Rossella aperta
Rossella aperta är en svampdjursart som först beskrevs av Topsent 1916.  Rossella aperta ingår i släktet Rossella och familjen Rossellidae. Inga underarter finns listade i Catalogue of Life.